# Kensi Blye
L'agent spécial Kensi Blye Deeks est un personnage fictif de la série NCIS : Los Angeles, incarné par Daniela Ruah.

## Biographie
Elle a grandi dans une famille de militaires et a ensuite intégré le NCIS. Son père est décédé quand elle avait 15 ans, après qu'elle lui a désobéi en allant voir Titanic qui est devenu son film préféré. Elle a également perdu son fiancé, disparu après son retour de mission d'Afghanistan, victime d'un trouble de stress post-traumatique. C'est pourquoi elle semble avoir du mal à s'attacher à quelqu'un d'autre, craignant peut-être de le perdre à son tour.
Elle a été bien intégrée à l'équipe, et avait comme coéquipier Dominic Vail, jusqu'à ce qu'il disparaisse puis meure. Depuis la saison 2, elle fait équipe avec Marty Deeks. Ils sont un peu antagonistes au départ, mais finissent par se faire confiance. Elle est même parfois jalouse quand celui-ci essaye de draguer d'autres femmes et leurs liens semblent se renforcer peu à peu. Leur relation devient de plus en plus ambigüe au fur et à mesure des saisons. Dans l'épisode 11 de la saison 6, ils deviennent un couple.
Lors de la troisième saison, le NCIS est amené à enquêter sur le meurtre d'un tireur d'élite de l'unité de Donald Blye, le père de Kensi. Elle est alors mise en détention comme suspect principal, étant la dernière personne à avoir contacté la victime. Mais Kensi décide de mener l'enquête de son côté et découvre que le tueur de son père est un ancien membre de l'unité de snipers. Cette révélation la conduira à renouer les liens avec sa mère, Julia Feldman, 15 ans après avoir cessé de lui parler.
Lors de la huitième saison, Kensi se retrouve dans le coma à la suite d'un crash d'hélicoptère survenu en Syrie alors que l'équipe du NCIS capturait une cible. À son réveil, elle comprend qu'il n'est pas certain qu'elle puisse remarcher un jour ou se servir de sa main gauche. Elle a fait une rééducation et a retrouvé toutes ses capacités puis est retourné travailler.
Peu après avoir repris le travail elle se fait enlever par la taupe qui est liée à l'Afghanistan, mais son équipe parvient à la retrouver saine et sauve.

## Compétences
Elle a des notions d'arts martiaux.
Elle sait se battre, et elle est une très bonne sniper.
Elle parle couramment l'espagnol, le portugais, le persan, le russe, le japonais et a d'assez bonnes notions de français. Elle sait lire sur les lèvres.
Kensi est douée pour l'infiltration, selon Sam et Callen c'est un agent née pour l'infiltration.
Elle connaît le morse.

## Relation avec les autres personnages
Kensi entretient des relations très amicales avec l'équipe. Elle considère Sam et Callen comme ses frères et entretient avec Deeks, son équipier, une relation amoureuse depuis l'épisode 11 de la saison 6.
Depuis l'épisode 24 de la saison 8 Deeks et elle sont fiancés.
Depuis l'épisode 17 de la saison 10 Deeks et Kensi sont mariés. Ils essayent à partir de l'épisode 10 de la saison 11 d'avoir un enfant ("mini ninja") ensemble.